# サブプライム住宅ローン危機の年表
サブプライム住宅ローン危機の年表（サブプライムじゅうたくローンききのねんぴょう）では、サブプライム住宅ローン危機に関する出来事を扱う。住宅ローン危機は銀行危機へと波及し、世界金融危機をもたらした。危機の顕在化は2007年からだが、住宅投資は2006年第2四半期には17%下落を始めていた。また、すでに20世紀末から2000年代初頭にかけて、サブプライム住宅ローンをめぐって略奪的貸付とも呼ばれる問題が発生していたことが分かっている。

## 2006年まで
（日付は、現地時間と日本時間が混じっています。また事件と報道がずれている場合があります。そのため事件の順番に矛盾があるので、利用の際はお気を付け下さい。＝例えば、ある発表を受けて株価が暴落した場合でも、発表の方が1日後になっているところがありえます）
- 1996年12月00日 - 連邦準備制度（FRB）理事会のアラン・グリーンスパン議長が米国株の上昇を「根拠なき熱狂」（irrational exuberance）と表現。しかしその後、FRB内部での懸念にもかかわらず金融緩和を推し進め、住宅バブルを発生させた主要人物だとの証言がある。のちにグリーンスパンは低金利政策が誤りだったと認めた[注釈 2][4]。
- 2001年09月11日 - アメリカ同時多発テロ事件発生。ニューヨーク証券取引所（NYSE）などの株式が大幅に下落する。
  - 12月2日 - エンロン倒産
- 2002年07月21日 - ワールドコム倒産
- 2003年04月28日 - 日経平均株価が、当時のバブル後最安値7607.88円を記録。
- 2004年00月00日 - アメリカの金融緩和が終わり、公定歩合を上昇させ始める。
- 2005年05月00日 - ラグラム・ラジャンが論文「金融の発展は世界をよりリスキーにしたか？」を発表。グリーンスパンが出席するシンポジウムでプレゼンテーションを行い、当時は批判を受ける[注釈 3][6]。
- 2006年第2四半期00日 - アメリカで住宅価格の下落が始まる[2]。

## 2007年
- 02月27日 - 上海株式市場で上海総合指数が前日比-8.84%の大暴落を起こす（上海ショック）。
- 06月08日 - G8首脳会議
- 06月20日 - 日本で改正建築基準法施行。元一級建築士のA氏による構造計算書偽造に端を発した構造計算書偽造問題の再発防止のために改正されたが、行き過ぎた規制のために住宅建設などが停滞。建基法不況を招いた。
- 07月09日 - 日経平均1万8261.98円（ITバブル後最高値）
- 08月09日 - 仏BNPパリバ傘下のミューチュアルファンドが資産凍結（パリバ・ショック）[7]。連鎖的な金融不安を恐れた欧州中央銀行（ECB）は、948億ユーロ（当時の日本円で約15兆円）の資金供給を行う[8][9]。
- 09月14日 - 英中央銀行、ノーザン・ロックへ救済融資発表[10]。
- 10月00日 - メリルリンチのオニールCEOが引責辞任。
- 10月00日 - 日本の経済では、暫定的にこの月が景気（第14循環）の山とされている[11]。
- 10月09日 - NYダウ平均株価が史上最高値1万4164.53ドル。
- 10月16日 - 上海総合指数が6,092.06のピーク値を付ける。この後、2008年11月4日の1,706.70まで下がり続ける。
- 12月00日 - 日経平均2007年年末終値1万5307円
  - アメリカ経済は、景気循環上ではこの月に景気の山を迎えている。

## 2008年8月まで
- 03月16日 - JPモルガン・チェースが、経営危機に陥っていたベアー・スターンズの買収を発表[12]。
- 03月00日 - 日米欧、ドル防衛の協調介入について合意（密約）との報道（米政府は介入はないと公的言明）[13]。
- 05月30日 - JPモルガン・チェースがベアー・スターンズを救済合併[14]。
- 07月00日 - インディマック銀行破綻。ブリッジバンク設立。
- 07月00日 - 北海道洞爺湖サミット開催。環境対策が中心議題で、経済危機については大きな議題としていない。

## 2008年9月
- 09月07日 - 政府支援機関（GSE）のフレディマックとファニーメイがアメリカ政府の管理下になる（不動産担保証券（MBS）残高計5兆ドル）。
- 09月10日 - リーマン・ブラザーズの株価が、韓国産業銀行との出資交渉が決裂したことを契機に同月9日45%まで下落する[15]。
- 09月12日 - 米サーベラス傘下で再建を目指すあおぞら銀行が、GM傘下の金融会社GMACへの投資損失178億円を処理し、中間決算で40億円の赤字。
- 09月15日 - リーマン・ブラザーズが連邦倒産法第11章適用を申請し経営破綻。負債総額6130億ドル（約65兆円）（リーマン・ショック）[16][17]。
- 09月15日 - バンク・オブ・アメリカがメリルリンチを救済合併[18]。
- 09月16日 - リーマン・ブラザーズの日本法人、リーマン・ブラザーズ証券が民事再生法適用を申請[19]。
- 09月16日 - アメリカ政府とFRBが全米最大の保険会社AIGに850億ドルの融資を決定。アメリカ政府がAIGの株式の79.9%を取得し事実上の国有化[20]。
- 09月18日 - 英銀行・保険大手の ロイズTSBが、同じく英国大手のHBOSを122億ポンド（約2兆4000億円）で買収することを発表。事実上の救済合併。
- 09月18日 - 主要中央6銀行は1800億ドルの直接供給を発表。
- 09月19日 - ムーディーズが大手モノライン2社（MBIAとアムバック）を格下げ方向で見直し中と発表。
- 09月21日 - ゴールドマン・サックスとモルガン・スタンレーが銀行持株会社に移行を発表。
- 09月22日 - 三菱UFJフィナンシャル・グループがモルガン・スタンレーへ出資することを発表[10]。
- 09月25日 - ワシントン・ミューチュアルが破綻。JPモルガン・チェースが事業買収。
- 09月29日 - アメリカ合衆国下院が緊急経済安定化法案を否決[21]。「世界恐慌の再来」を世界が危惧する事態になる。議会指導部やブッシュ大統領は採決は通ると楽観視していたが、共和党議員を中心に、アメリカの伝統的な自己責任の価値観に基づいて反対票を投じた[注釈 4][23]。
- 09月29日 - 法案否決を受けてNYダウが史上最大の777ドル安となる。日経平均も暴落[21]。
- 09月29日 - ドイツ不動産金融大手のハイポ・リアル・エステート（英語版）(HRE)の破綻危機が表面化（抵当証券約15兆円発行）一旦救済策が発表された。
- 09月29日 - モルガン・スタンレーに三菱UFJフィナンシャル・グループが出資する計画を発表。優先株60億ドル、普通株30億ドル（22.25ドルで）。
- 09月29日 - 深夜に白川方明日本銀行総裁が「ドルの短期流動性は枯渇した」と発言。
- 09月30日 - ベルギーの金融大手デクシアをベネルクス3国で救済。

## 2008年10月第1週
- 10月01日 - 緊急経済安定化法がアメリカ合衆国上院で可決（下院で否決された案とは多少異なる。下院での採決に向けた援護射撃であり、バラク・オバマ、ジョン・マケイン両大統領候補（上院議員）も賛成した）[24]。
- 10月03日 - 緊急経済安定化法がアメリカ合衆国下院でも可決し成立。アメリカ政府は7000億ドルの公的資金を投入して不良資産を買い取ることを決定[25]。
- 10月03日 - ウェルズ・ファーゴがワコビアの株式約151億ドル（約1兆6000億円）の取得を模索。シティグループとの争奪戦になる（10日決着、シティが断念）。
- 10月03日 - カリフォルニア州財政危機表面化。アーノルド・シュワルツェネッガー知事が連邦政府に資金援助を要請。
- 10月03日 - ベルギー最大の金融グループのフォルティス（Fortis、総資産120兆円）をベネルクス3国で救済。公的資金300億ユーロ投入（フォルティスはABNアムロ銀行の買収のため資金不足）。
- 10月03日 - 米労働省雇用統計で前月比15.9万人減、5年半ぶり。
- 10月04日 - 欧州連合（EU）4カ国（英独仏伊）首脳会議開催。欧州全体を対象とする銀行監督機関の創設などを表明。フランス構想の3000億ユーロの銀行救済基金創設はドイツなどの反対で提案できず、欧州の危機意識不足と協調が取れないことに市場の失望を生む（メルケル首相はアイルランドの公的資金投入を批判）[26]。
- 10月05日 - ドイツ政府とドイツ銀行が、ドイツHREに500億ユーロ（約7兆2000億円）の公的資金投入を決定。
- 10月05日 - ドイツ、デンマーク政府、個人銀行預金全額保護を発表。
- 10月05日 - イタリア最大手銀行のウニクレディトが66億ユーロ（9400億円）の資本増強計画を発表。
- 10月05日 - 日銀、1兆円を即日供給。9月16日から14営業日連続供給で累計26.4兆円を供給した。

## 2008年10月第2週
- 10月06日 - FRBが9000億ドルに資金供給を倍増。
- 10月06日 - フレディマック、ファニーメイのクレジット・デフォルト・スワップ（CDS）精算価格が決定。フレディマックは94%、ファニーメイは91.51%に決定。劣後債はそれぞれ98%、99.9%。市場推計は5000億ドルのため数百億ドルが損失となった。大手金融機関やCDOの損失が心配される。
- 10月07日 - ロシアRTS市場が19パーセント下落。一時取引停止。
- 10月07日 - アイスランド・クローナが対ユーロで30%暴落。アイスランド政府が同国の全金融機関を事実上国有化する法案を可決。
- 10月07日 - 6日のNYSEでダウが1万ドル割れ（終値9955.50ドル）。円ドル相場一時100円台（中央値102円）。原油一時90ドル割れ。
- 10月07日 - 7日の日経平均が4日連続続落、合計1200円。一時1万円割れ。（終値1万0155.90円）。（PERが約13倍、解散価値を示すPBRが約1.1倍、年間配当利回りが2%と割安感にもかかわらず、底が見えない）
- 10月07日 - オペルが生産の一時停止を発表。BMW、ダイムラーも追随した。
- 10月07日 - 英大手銀行ロイヤルバンク・オブ・スコットランド（RBS）の株価が30%下落。ポンドも下落。
- 10月07日 - FRBがこれから社債を買い取ることを発表。
- 10月07日 - イングランドのサッカー・プレミアリーグは合計30億ポンド（5300億円）の巨額負債があると発表。特にウェストハムはオーナーがアイスランドの銀行と関係があった。
- 10月07日 - 国際通貨基金（IMF）が国際金融安定性報告書（GFSR）を発表。欧米主要銀行の資本増強額を6750億ドル、アメリカの損失額を1.4兆ドルとした。まだ6400億ドル残った計算になる[27][28]。
- 10月08日 - 7日のNYダウはさらに暴落（終値9447.11ドル、-508.39ドル）。
- 10月08日 - BNPパリバが、フォルティスのベルギーとルクセンブルクの銀行業務と、ベルギーの保険部門の経営権を総額145億ユーロ（約2兆円）で取得を決定。
- 10月08日 - 日経平均が史上ワースト3位の暴落。前日比952.58円安（9203.32、-9.38%）を記録。為替は1ドル99円台に。
- 10月08日 - ロシアRTS指数は8.4%下落。
- 10月08日 - イギリス政府が国内銀行向けに500億ポンド（872億ドル）の公的資金注入計画を発表。大手8行に250億、英国内の希望する外銀に250億を注入する。また2000億ポンドの流動性を銀行に供給することを発表。いくつかの銀行は受け入れない方針。
- 10月08日 - ヘンリー・ポールソン財務長官が記者会見で資本注入を示唆。法律上微妙な上に、議会の反対は必至。良いニュースではあるが、株は続落した。
- 10月08日 - アイスランドが銀行を国有化。必要な援助をEUから断られ、のちにIMF融資が決定。
- 10月08日 - FRBがAIGに追加融資枠設定、総計1228億ドル（「当初設定では不足」ということで市場の憂慮を生む）。
- 10月08日 - 欧米6中銀が0.5%協調利下げ（米FFレート1.5%、ECB3.75%）。
- 10月08日 - LIBORドル翌日物が5.38%、CP1ヶ月もの5.5%。LIBORは表面金利で、資金の出し手がほとんどいない。
- 10月09日 - ソウル市場でウォン下落、1ドル＝1400ウォン台へ。1月950ウォン台。昨年からは5割減。
- 10月09日 - スイス3大銀行の一つクレディスイス第3四半期赤字と有力紙報道。
- 10月09日 - ECBが過去最大規模の10兆円の資金緊急供給。
- 10月09日 - ニューシティ・レジデンス投資法人が東証上場REITとして初の破綻。負債1123億円。個人投資家8600人へ影響。
- 10月09日 - 8日のNYダウが再び暴落、終値8579.19ドル（-678.91ドル、-7.3%）。GMの欧州での販売不振よりS&P格下げの可能性から経営不安が広がり、実体経済への影響を懸念した。
- 10月10日 - 積極投資で知られていた中堅保険会社大和生命保険が経営破綻[29]。債務超過114億円、負債2695億円。
- 10月10日 - この日算出される日経平均オプション10月限のSQ値が、7992.60となった。日経平均はこの週も下落を続けた。
- 10月10日 - 日経平均が暴落。終値は前日比881.06円安（-9.62%、過去3番目）の8276円（5年5ヶ月ぶり）。欧米ヘッジファンドの換金売りと言われるが、日本国内からのドル売りも考えられる。日経平均先物にはサーキットブレーカーが発動。アジア株も大幅下落。円高一時97円。
- 10月10日 - 東京株式市場時価総額268兆円、1年前530兆円のほぼ半額。
- 10月10日 - ロンドン、パリ、フランクフルト、ロシアの株式約10%下落。
- 10月10日 - 日銀が4.5兆円を市場に供給。
- 10月10日 - ジョージ・W・ブッシュが声明を発表。新味なしで売り材料に。
- 10月10日 - 前日12ドル台のモルガン・スタンレー、MUFGの出資取りやめ予想で7ドル台で推移。ジャンク級のGM、フォード・モーターをさらに格下げ予定。フォードはマツダ株を売却報道。GM、クライスラー合併交渉中の報道。
- 10月10日 - NYダウは小康状態。終値8451.19ドル（-128.00ドル）（ザラ場最安値は7882.51ドル）。原油相場77.09ドルへ下落。金859ドルに下落。
- 10月10日 - リーマン・ブラザーズCDS精算価格が元本の8.625%に決定。推定想定元本は4000億ドル。ほぼ全額が失われるため、影響が大きい。日本国内への波及も懸念された[注釈 5] [31][32]。後の市場予測は、相殺されるため数千億円規模の損失。
- 10月11日 - 先進7か国財務相・中央銀行総裁会議（G7）をワシントンで開催。5項目の行動計画を発表[33]。続いてロシアと中国を含むG20を開催。
- 10月11日 - ポールソン財務長官が公的資金投入を明言。
- 10月11日 - サンデータイムズが英公的資金申請額を報道。RBS（総資産300兆円）が最大150億ポンド（時価総額120億を上回る）を申請。英住宅金融最大手のHBOSが100億、HBOSを買収するロイズTSBが70億、バークレイズが30億。総計350億（約6兆円）前後になる[34]。
- 10月12日 - IMFと世界銀行が「アメリカ発の金融危機は最貧国の人々に深刻で取り返しの付かない損害を与えるリスクがある」との共同声明を発表[35]。
- 10月12日 - MUFGとモルガン・スタンレーが出資条件巡り再交渉中[36] と報道。

## 2008年10月第3週
- 10月13日 - 日米欧5中銀はドル資金を無制限供給すると発表（担保が必要）[37]。
- 10月13日 - G7週明けの市場が再開。各市場8-11%前後上昇（台北を除く）。
- 10月13日 - MUFGがモルガン・スタンレーに90億ドル出資。全額優先株、配当10%、一株25.25ドル、出資比率20%[38][39]。
- 10月13日 - 麻生太郎首相が中川昭一財務・金融担当相に地銀への公的資金注入検討を指示。3月失効の金融強化法を基礎に。同じく麻生首相の指示で年内に限り自社株買いを緩和[40]。
- 10月13日 - 独仏が合計8600億ユーロ（約100兆円）を金融支援に投入すると発表[41]。
- 10月13日 - NYダウ始値8462.42ドル、終値9387.61ドル（+936.42は同日時点で過去最大、+11.08%）。
- 10月14日 - 日経平均が過去最大の上昇9447.57円（+1171.14円、+14.15%）、TOPIX956.30（+115.44）（13日は休日）[42]。
- 10月15日 - アメリカ財政赤字が過去最大の4550億ドル[43]。
- 10月15日 - 米小売り売り上げ高が1.2%減（市場予測0.6%の2倍） 金融危機で消費抑制。
- 10月16日 - バーナンキFRB議長が「金融市場が安定したとしても景気回復には時間がかかる」と発言。株価急落の原因の一つとされる。
- 10月16日 - 景気後退懸念から急落。NYダウ 8577.91ドル（-733.08ドル、-7.87%）、英FTSE 4079.59（-314.62、-7.16%）、他独DAX -6.5%、西IBEX35 -5.1%、仏CAC40 -6.8%。
- 10月16日 - 日経平均暴落、8458.45円（-1089.02円、-11.41%。ブラックマンデー以来2番目）。
- 10月16日 - UBS経営危機に対し、スイス政府が60億スイスフラン（5220億円）投入、6兆円の基金設立。ベルギー、アイスランドのように小国にありながら規模の大きい銀行に市場の疑惑の目。クレディ・スイスはカタールなどから9000億円調達[44]。
- 10月16日 - 原油価格WTIが70ドル割れ、69.85ドル。2007年8月23日以来、約1年2カ月ぶりの安値[45]。
- 10月16日 - NYダウ乱高下、終値8979.26ドル（+401.35ドル、+4.68%）（高値 9013.27、安値 8197.67）。
- 10月16日 - FRB発表の鉱工業生産指数は前月比2.8%低下し、1974年12月以来ぼ34年ぶりの大きな下落。シカゴとサンフランシスコ連銀総裁が景気後退を示唆。
- 10月17日 - ロイター集計による、世界中の公的資金注入状況。アメリカは2500億ドル（約25兆円）、英国は500億ポンド（約9兆円）、ドイツは800億ユーロ（約11.2兆円）、フランスは400億ユーロ（約5.6兆円）。アメリカと欧州で総額6000億ドル（60兆円）を超える[28]。
- 10月17日 - 米ミシガン大学消費者信頼感指数が前月の70.7から大幅悪化し、57.5に。また景気現況指数も大幅悪化し、前月の75.0から58.9に低下し過去最低となる[46]。
- 10月17日 - 商務省発表の9月の住宅着工・許可統計着工件数が前月比6.3%減少し、1991年以来の水準、住宅着工許可件数も前月比8.3%減少し、1981年以来の低水準となった[47]。
- 10月18日 - 米大手金融機関が金融安定化法の公的資金資本注入を受け入れる。シティグループとJPモルガン・チェースが250億ドル、モルガン・スタンレーが100億ドル、バンク・オブ・ニューヨーク・メロンが30億ドル[48]。

## 2008年10月第4・第5週
- 10月20日 - バーナンキFRB議長が下院予算委員会で証言。追加的財政出動を支持すると表明。
- 10月23日 - グリーンスパン前FRB議長が下院政府改革委員会で証言。議長時代の政策の誤りを認める[49]。
- 10月23日 - ワコビアのCDS精算価格決定予定。
- 10月27日 - 日経平均の終値が7162.90円となり、バブル崩壊後最安値を更新[50]。
- 10月28-29日 - FRBが連邦公開市場委員会（FOMC）を開催[51]。

## 2008年11月・12月
- 11月04日 - アメリカ大統領選挙で民主党のバラク・オバマが勝利。
- 11月04日 - 上海総合指数が1,706.70のその後の底値となる値をつける。
- 11月09日 - 中国、4兆元の景気対策を発表[10][52]。
- 11月14-15日 - 第1回20か国・地域首脳会合（金融サミット）開催。
- 11月23日 - FRBがシティグループに対し追加で200億ドルの資本注入、および不良資産3600億ドルの政府保証を発表。
- 11月25日 - FRBが最大8000億ドルの追加金融対策を発表。
- 12月11日 - 自動車大手3社に対し総額140億ドルの政府融資を行う救済法案がアメリカ上院で交渉が決裂、事実上廃案となる[53][54]。その後、緊急経済安定化法による公的資金の一部を活用しつなぎ融資を行うことを決定。
- 12月11日 - バーナード・L・マドフ（ナスダック元会長）、巨額投資詐欺の容疑で逮捕。被害総額は500億ドル超と見られる。

## 2009年
IMFのドミニク・ストロス＝カーン専務理事（当時）は2009年2月に非公式のコメントとして「（先進各国は）既に恐慌の状態にある」と述べた。
- 01月28日-2月1日 - ダボス会議
- 02月13-14日 - G7財務相・中央銀行総裁会議（ローマ）
- 03月13-14日 - G20財務相・中央銀行総裁会議（英ホーシャム）
- 03月23日 - 中国人民銀行の周小川総裁が国際通貨改革で論文を発表[10]。
- 04月02日 - 第2回20か国・地域首脳会合開催。2010年の世界経済の成長率を2%に回復させることなどを宣言[56]。
- 04月10日 - 日本政府が過去最大の56兆8000億円規模の追加経済対策（経済危機対策）を決定[57]。
- 04月24日 - G7,G20財務相・中央銀行総裁会議（ロンドン）
- 04月30日 - クライスラーが連邦倒産法第11章適用を申請。
- 05月07日 - 米財務省とFRBがアメリカ大手金融機関19社の資産査定（ストレステスト）を実施。その結果、バンク・オブ・アメリカやシティグループなど10社で総額746億ドルの資本不足になる恐れがあると公表[58]。
- 06月01日 - GMが連邦倒産法第11章適用を申請し経営破綻[59]。
- 06月10日 - クライスラーが連邦倒産法に基づく再建手続きを完了。
- 06月16日 - 第1回BRIC首脳会議（英語版）（エカテリンブルク）
- 07月8-10日 - G8首脳会議（イタリア・ラクイラ）
- 07月10日 - GMが連邦倒産法に基づく再建手続きを完了。
- 08月30日 - 衆議院議員総選挙で民主党が勝利、鳩山政権誕生へ
- 09月4-5日 - G20財務相・中央銀行総裁会議（ロンドン）
- 09月24-25日 - 第3回20か国・地域首脳会合開催。
- 10月03日 - G7財務相・中央銀行総裁会議（イスタンブール）
- 11月6-7日 - G20財務相・中央銀行総裁会議（英セントアンドルーズ）
- 11月17日 - 米中首脳会談（北京）
- 11月25日 - アラブ首長国連邦、ドバイの政府系金融企業の債務支払い繰延べの要請が明らかとなり金融不安が生じた（ドバイ・ショック）。ドルとユーロが下落し27日には1ドルが一時84円台に14年ぶりに突入、また金の価格が高騰し1オンス1194.50ドルを記録した。

## 2010年
- 01月27-30日 - ダボス会議
- 02月5-6日 - G7財務相・中央銀行総裁会議（イカルイト）。共同声明発表を取りやめ[10]。
- 04月15日 - 第2回BRIC首脳会議（英語版）（ブラジリア）
- 04月22-23日 - G7,G20財務相・中央銀行総裁会議（ワシントン）
- 05月02日 - EU・IMFが財政危機のギリシャに1100億ユーロ金融支援で合意[10]。
- 06月4-5日 - G20財務相・中央銀行総裁会議（韓国・釜山）
- 06月25-26日 - G8首脳会議（カナダ・ムコスカ）
- 06月26-27日 - 第4回20か国・地域首脳会合
- 07月21日 - ドッド＝フランク・ウォール街改革・消費者保護法成立。
- 09月27日 - マンテガ・ブラジル財務相の「通貨戦争」発言[10]
- 10月08日 - G7財務相・中央銀行総裁会議（ワシントン）
- 10月22-23日 - G20財務相・中央銀行総裁会議（韓国・慶州）
- 11月11-12日 - 第5回20か国・地域首脳会合（ソウル）
- 11月15日 - EU統計局はギリシャの対GDP赤字比率を2009年は15.4%（前回13.6%）、2008年は9.4%（同7.7%）と拡大修正した。目標は8.1%なので歳出削減追加を求められている。2009年度のユーロ圏16カ国の赤字は6.3%（前年2%）、EU全体では6.8%（前年2.3%）と拡大している[60]。
- 11月22日 - アイルランドは、総額7500億€（約85兆円）のEUとIMF「ユーロ防衛基金」金融支援800億-900億€を要請した[61]。原因はアイルランドが全金融機関を救済したため、財政赤字がGDPの30%以上となり、公債がGDPの176%になったため[62]。
- 11月22日 - フィナンシャル・タイムズはバークレーズ・キャピタルの発表として、バーゼル3の適用（自己資本比率コアTier1規制7%＋余裕1%）でアメリカの上位銀行が資本不足となり、リスク資産の売却を迫られるだろうとした。バーゼル2（欧州は適用済み）のアメリカへの適用の影響は予測が付かないとした[63]。